# Teodora Teofilacto
Teodora (aproximadamente 870 – 916) foi uma aristocrata romana (senadora e sereníssima alteza [senatrix e serenissima vestaratrix]); mãe de Marózia que por sua vez, foi amante do Papa Sérgio III, cujo pontificado foi marcante pelo surgimento de um período conhecido como o governo das prostitutas. 
Teodora era a avó do Papa João XI, filho de Marózia com - de acordo Liuprando de Cremona e a Liber Pontificalis - o Papa Sérgio III. Uma terceira fonte contemporânea, no entanto - o cronista Flodoardo (c. 894-966) - afirma que João XI era irmão do Conde Alberico II de Espoleto, sendo este último descendência de Marózia e seu marido Alberico I de Espoleto. Neste caso, João é, provavelmente, também o filho de Alberico I e Marózia. 
Junto com seu marido Teofilato I, controlava a cidade de Roma e o papado a princípios do século X. Teodora foi caracterizada pelo referido Liuprando como uma "prostituta sem vergonha ... [que] exerce poder sobre os cidadãos romanos como um homem." e descrita como amante do então arcebispo de Ravena, que se tornaria posteriormente o Papa João X.